# Mámoa von Chan da Arquiña

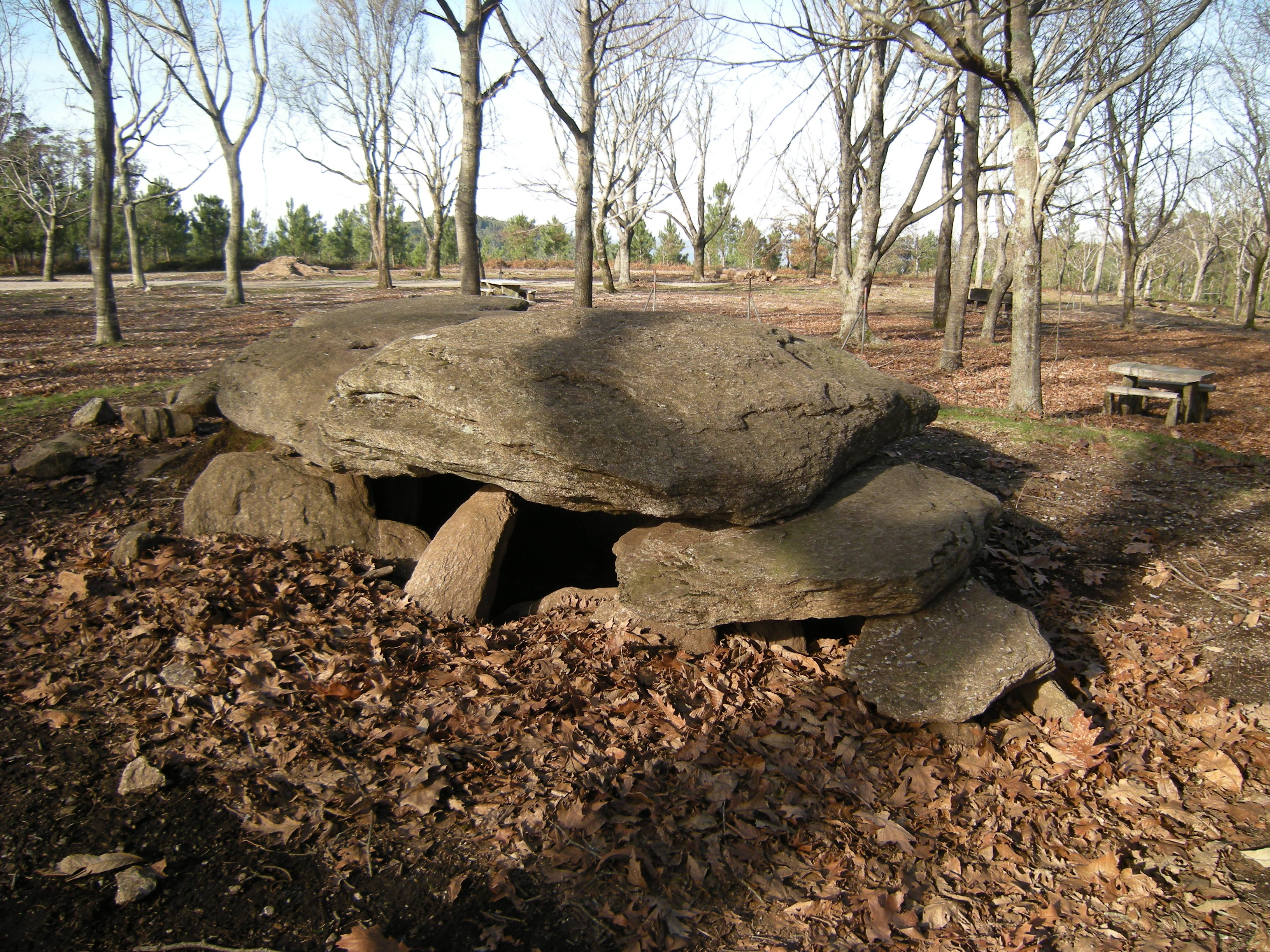
Chan da Arquiña

Die Mámoa von Chan da Arquiña ist ein Dolmen nördlich von Moaña, auf der Halbinsel do Morrazo, in der spanischen Grenz-Provinz Pontevedra in Südwest-Galicien. 
Die etwa 5000 Jahre alte Anlage wird durch den riesigen Deckstein geprägt, der als Abdeckung der Kammer diente. Die megalithischen Strukturen sind in Galicien als „Dolmen“, im nahen Portugal als Anta bekannt. 11 aufgerichtete Steine bilden eine 1953 ausgegrabene, polygonale Kammer, die mit dem Deckstein bedeckt ist. Manchmal, wie in diesem Fall, haben die Dolmen einen erhaltenen Gangbereich, der nach Osten weist. Erhalten ist auch der Rest des Hügels, der in Galicien als Mámoa bezeichnet wird.
In Galicien wurden nahezu alle Dolmen wahrscheinlich auf der Suche nach „Schätzen“ zerstört. Das hat den Begriff „Mamoa violada“ geprägt. Chan da Arquiña gehört zu den besser erhaltenen Anlagen. Gefunden wurden u. a. Äxte und zerscherbte Keramik.